# Dean Davidson
"Dizzy" Dean Davidson (Filadelfia, ...) è un chitarrista e cantante statunitense,  noto per essere stato il leader e membro fondatore dei Britny Fox.
Ha successivamente intrapreso la carriera solista pubblicando l'album Drive My Karma nel 2007, orientandosi sul folk rock.

## Biografia
Nel 1984, Davidson suonava la batteria nei "World War III", una heavy metal band di Filadelfia, Pennsylvania. Poco dopo lasciò la band per andare a vivere un periodo a Los Angeles, ma ritornò a Philadelphia nell'estate del 1985 per raggiungere Michael Kelly Smith e Tony Destra, due membri uscenti dai Cinderella. Arruolando il bassista Billy Childs la band era al completo. Decisero di chiamarsi Britny Fox ispirandosi ad un antenato gallese di Davidson. Per la band arrivò presto il successo. Nel 1986 pubblicarono il primo EP In America, che li fece notare alla Columbia Records con cui firmarono immediatamente un contratto. Nel 1988 esce così l'omonimo Britny Fox, uno degli album più premiati dell'anno. Seguì poi Boys in Heat un anno dopo. Dopo una serie di successi però sorsero dei disaccordi all'interno della band. Dean spingeva affinché la band rafforzasse le proprie influenze blues, scelta non pienamente condivisa dal gruppo. Fu così, che egli decise di lasciare la band nell'aprile del 1990. Mentre la parte restante della band continuò sulla stessa strada, ma non ottenendo mai il successo degli esordi con Davidson.
Formerà poco dopo i Blackeyed Susan, gruppo dalle sonorità più raffinate, e con una più solida presenza blues, che ricorderà a tratti alcuni lavori dei Cinderella. La band era composta da Rick Criniti (tastierista dei Cinderella) alla chitarra e sitar, Tony Santoro alla chitarra, Eric Levy al basso (era stato il disegnatore del logo dei Britny Fox), e Chris Branco alla batteria. Pubblicano Electric Rattlebone nel 1991 per la Polygram Records. Il disco evidentemente non vendette bene, e l'etichetta li licenziò nel bel mezzo di un tour. L'anno successivo Davidson cambia radicalmente la formazione, tentando di rifarsi con la demo "Just a Taste", ma il gruppo non troverà etichette disponibili alla sua pubblicazione, e il disco non venne mai realizzato. Questo porterà il gruppo allo scioglimento.
Negli anni 90, tenterà di emergere pubblicando un album solista "A Weekend Soul Massage", sotto il nome di Jarod Dean. Nel 2001 esordirà col primo album della sua nuova band, i "Love Saved the Day", pubblicando l'album Superstar (2001). Mentre esordirà come solista nel febbraio 2007 pubblicano l'album Drive My Karma sulla scia del folk rock.

## Discografia

### Come Dean Davidson
- Drive My Karma (2007)
- Three Days (2010)

### Con i Love Saved The Day
- Superstar (2001)

### Come Jarod Dean
- A Weekend Soul Massage

### Con i Blackeyed Susan
- Electric Rattlebone (1991)
- Just a Taste (1992) (Irrealizzato)

### Con i Britny Fox
- In America (1986)
- Britny Fox (1988)
- Boys in Heat (1989)
- Gudbuy T'Dean (1997)
- The Best of Britny Fox (2001)